# Coptosia ganglbaueri
Coptosia ganglbaueri là một loài bọ cánh cứng trong họ Cerambycidae.